# 神社姫

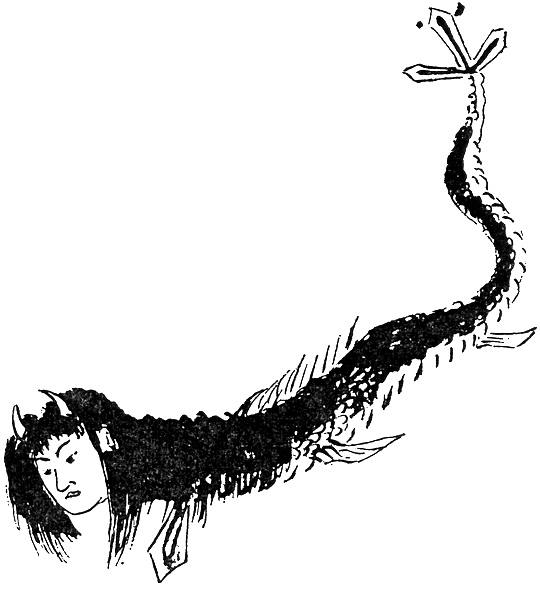
『我衣』にある「神社姫」の挿絵

神社姫（じんじゃひめ）は、加藤曳尾庵の『我衣』にある妖怪。人魚に類するものとされ、文政時代の肥前国（現・長崎県および佐賀県）に現れ、「ころり」（赤痢）の流行を予言したといわれる。

## 概要
文政2年（1819年）4月18日、肥前国のある浜辺に、全長2丈あまり（約6メートル）の、2本角と人の顔を持つ魚のようなものが現れた。腹は紅のように赤い。目撃者（漁師の八兵衛）に向かい「我は龍宮よりの使者・神社姫である。向こう7年は豊作だが、その後にコロリという病（赤痢）が流行る。しかし我の写し絵を見ればその難を逃れることができ、さらに長寿を得るだろう」と語ったという。
上述の内容で"神社姫"の「板行」が刷られて売り歩かれており、加藤曳尾庵の筆記『我衣』に、その絵と内容文が書写されて残されている。販売前に行商人は「板行」から"紙に寫して人にもてはやしけり"とに書かれている。じっさい、多くの家で「神社姫」の写し絵が重宝されていたという記述もある。
三刃の剣状の尾びれが特徴であるが、人魚の一種と解説される。

### 姫魚
また神社姫に姿かたちが酷似した龍神の使者「姫魚」があり、これは文政二年、卯月15日に、肥前平戸に現れたとされ、詞つきの彩色画（国立歴史民俗博物館蔵）も現存する。長さが一丈三尺で、黄金色、背に宝珠が三つあると端書されている。その詞通り金色に配色された姫魚は、赤い実の枝を口にくわえており、尾びれは三つ分かれした剣型の典型である。
姫魚についての記載は水野皓山『以文会随筆』（西尾市岩瀬文庫蔵）にもあり、当年（おそらく文政二年）4月8日に平戸に現れ、全長1丈5,6尺（4.5〜4.8メートル）としている。いずれもコロリの流行で多くの死者が出ることを予言し、自分の写し絵を家門に貼れば難を逃れられると指示している。今でも「姫魚」の絵を家宝として代々受け継ぐ家がみつかっている。

### 大神社姫
(新潟県)
"竜宮よりの使なり"と称する「大神社姫」が新潟の浜に出現したという摺物が、嘉永年間に出回ったとされる。内容は、七年間の豊作に続き、悪病が蔓延し多数が死ぬと予言し、自分の姿を見るものは病気を避けられると指示する、予言獣の典型である。
同様の内容文は、嘉永二年（1849年）「閏四月中旬、越後福島潟人魚之事」と題して同年六月ごろには売り歩かれていた。ただし、その図像は「海出人」に似たものである。人魚は越後国蒲原郡新発田城（現在の新潟県新発田市）に近い福島潟に出現し、柴田忠三郎という武士に目撃され、五年の豊作につづき流行病で六割の人口が死ぬと予言したとが、その姿か、絵を見れば難を避けるという内容である。これは『藤岡屋日記』に、当該の絵の模写と、添え文の書写が記帳されている。『藤岡屋日記』によれば、七月には「越後国福嶋潟之人魚之図」と題を変えた版が出ており、その後も続々と、つごう16の版が出たとする。

### 神池姫
(静岡県)
沼津にも同様の「神池姫」が伝わる。

## 類似の予言獣
妖怪が病気の流行を予言して自分の写し絵を呪符とするよう告げる伝承の事例は少なくなく、科学的な治療法の確立していなかった江戸時代の人々にとって流行病が怖ろしい存在であり、そうした人々の心理につけ込み、異形の妖怪の絵を流行病よけの呪符と称して宣伝して売り歩く商売人もいたようである。
同じような絵と文で流布しているものにアマビコや「アマビエ」などがある。これらの例も妖怪が現れ、当面の豊作と、自分の写し絵で流行病を逃れることができることを告げたといい、同種のものと見られている。
人面魚（神社姫）と同じ年に予言獣ではないが人面犬の板行も販売されていた、と『我衣』記載される。人面牛の予言獣には、人偏に牛と書いて「件（くだん）」（異称「クダベ」）がおり、越中国（現・富山県）に出現したとされるが、「近年流行の神社姫に似せた創作だろう」と、江戸後期の随筆『道徳塗説』に述べられている。

## 起源説
リュウグウノツカイ起源説がある 。が、そもそも人魚伝説はリュウグウノツカイがもとになったという仮説がある。